# Borgarknappur
De Borgarknapppur is een berg die ligt op het eiland Suðuroy, Faeröer. De berg heeft een hoogte van 574 meter.